# Mette Magrete Tvistman
Mette Magrete Tvistman (ca. 1741 i Frørup Sogn – 9. februar 1827 i Snejbjerg Sogn) var en dansk kunsthåndværker.
Tvistman drev fra 1783 flere forskellige urmagerværksteder. Hun er efter alt at dømme landets første kvindelige urmager.